# Thurstan de Bastembourg
Thurstan de Bastembourg et Montfort-sur-Risle, también Thurstin de Montfort, Turtain, Toussaint  y Richard de Bricquebec (c. 945-994), fue un noble normando de origen vikingo, hijo de Anslech de Bricquebec y Gerlotte de Blois. Señor de Pont-Authou y Rozel. Hacia 980 recibió también el dominio de Montfort-sur-Risle. Era vasallo de Guillermo de Bellême.
Con el advenimiento de un título de vizconde, su nombre se asocia a «Bastembourg», hoy Bassebourg (Basteborc alrededor de 1070, Basteborc 1259 y Bastebourg alrededor de 1350) en Cricqueville-en-Auge, sede de un antiguo priorato, que François de Beaurepaire asocia con el nombre de Turstinus de Basteburgo mencionado en latín medieval por Orderico Vital.

## Herencia
A Thurstan se le imputan tres hijos y una hija:
- Guillermo de Bertran [Bricquebec] (c. 970-1010), señor de Bricquebec y vizconde de Cotentin, primer referente de la casa de Bertran.
- Hugues de Montfort, primer referente de la casa de Montfort-sur-Risle. Señor de Rozel y de Barneville.
- Richard de Mitford, que casó con la única hija de John de Mitford y creó su propia dinastía. [1]
- Gisla, que se casó con Giroie de Échauffour. Señor de Échauffour y de Montreuil-l'Argillé.[5]

Otros posibles hijos:
- Adelina de Montfort, esposa de Turquetil de Neufmarché.